# Tyronza
La ville américaine de Tyronza est située dans le comté de Poinsett, dans l’Arkansas. Lors du recensement de 2010, elle comptait 762 habitants.

## Démographie
| 1930 | 1940 | 1950 | 1960 | 1970 | 1980 |
| ---- | ---- | ---- | ---- | ---- | ---- |
| 573  | 639  | 656  | 601  | 510  | 777  |

| 1990 | 2000 | 2010 | - | - | - |
| ---- | ---- | ---- | - | - | - |
| 858  | 918  | 762  | - | - | - |

## Source
- (en) Cet article est partiellement ou en totalité issu de l’article de Wikipédia en anglais intitulé « Tyronza, Arkansas » (voir la liste des auteurs).